# Verwaltungsgemeinschaft Hahnenkamm
In der Verwaltungsgemeinschaft Hahnenkamm im mittelfränkischen Landkreis Weißenburg-Gunzenhausen haben sich folgende Gemeinden zur Erledigung ihrer Verwaltungsgeschäfte zusammengeschlossen:
1. Gnotzheim, Markt, 828 Einwohner, 12,47 km²
2. Heidenheim, Markt, 2580 Einwohner, 52,26 km²
3. Westheim, 1152 Einwohner, 28,32 km²

Einwohnerstand: 31. Dezember 2014
Sitz der Verwaltungsgemeinschaft ist Heidenheim. Hier leben 4555 Personen (Stand: 31. Dezember 2014), dies entspricht etwa fünf Prozent der Bevölkerung des Landkreises Weißenburg-Gunzenhausen. Sie liegt im Süden Mittelfrankens im Westen des Landkreises. Namensgebend ist der Höhenzug Hahnenkamm. Längster Fluss der Region ist die Rohrach, die südlich von Heidenheim den Hahnenkammsee speist. Die Verwaltungsgemeinschaft ist 93,1 Quadratkilometer groß, dies entspricht etwa zehn Prozent der Landkreisfläche.
Der Verwaltungsgemeinschaft hatte bis 31. Dezember 1979 auch die Gemeinde Polsingen angehört.